# Ptiliogonys
Ptiliogonys Swainson, 1827 è un genere di uccelli passeriformi della famiglia Ptiliogonatidae.

## Etimologia
Il nome scientifico del genere, Ptiliogonys, deriva dall'unione delle parole greche πτιλον (ptilon, "piuma") e γονυς (gonys/gonus, "ginocchio"), col significato di "dalle ginocchia piumate", in riferimento alla copertura di piume di questi uccelli.

## Descrizione

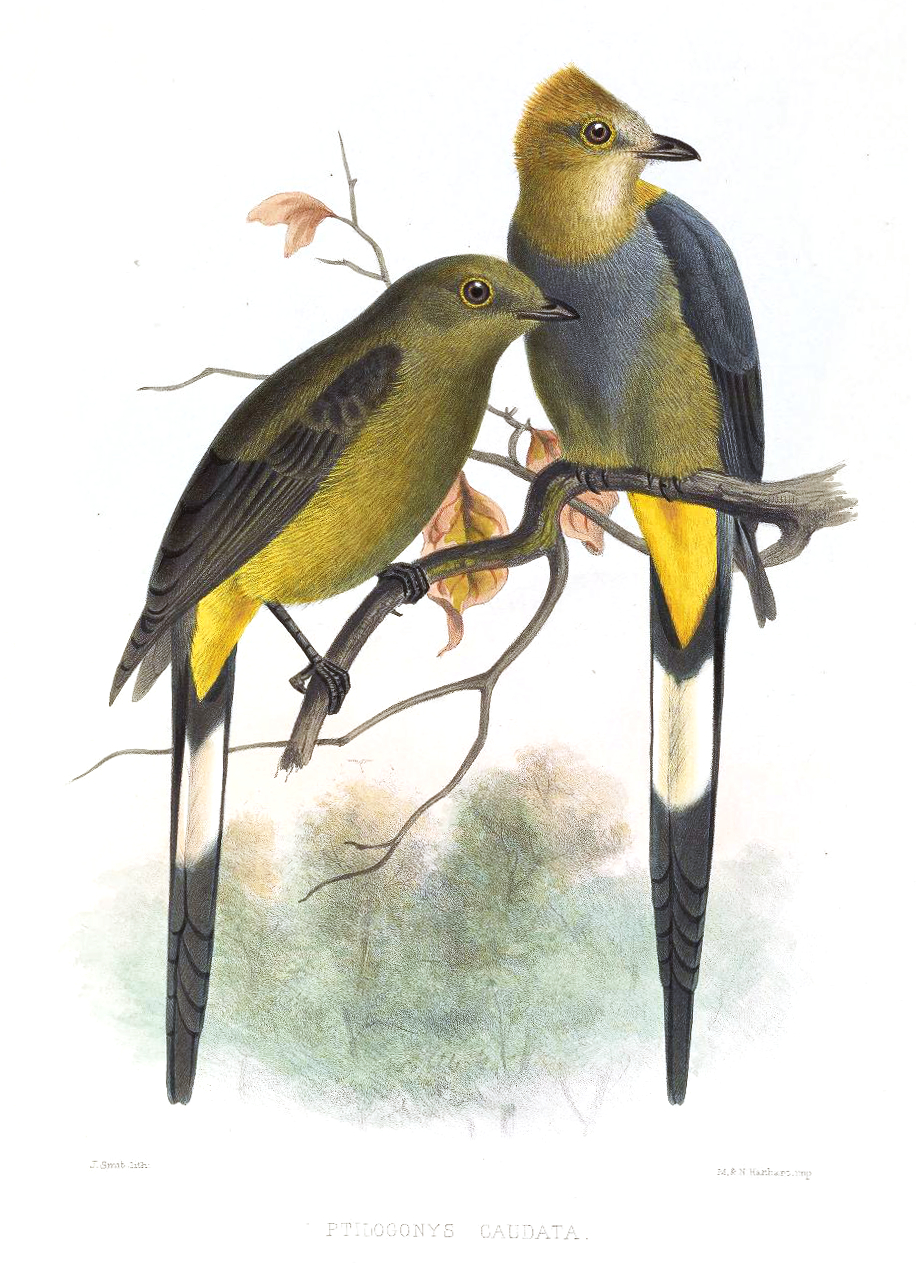
P. caudatus.

Si tratta di uccelli di piccola taglia (18,5-24,4 cm di lunghezza, dei quali la metà spetta alla coda), caratterizzati dall'aspetto massiccio e paffuto, con testa arrotondata sormontata da una cresta erettile di penne e munita di corto becco conico e robusto, ali digitate, zampe corte e sottili e lunga coda dall'estremità squadrata. 
Il piumaggio è dominato dalle atonalità del grigio-bruno, più scuro su testa e area dorsale e più chiaro sul ventre: il sottocoda è giallo, e l'orlo e la base di ali e coda è nero. I maschi presentano colorazione più vivida rispetto alle femmine.

## Biologia
Si tratta di uccelli diurni e molto vispi, che vivono in gruppetti e passano la maggior parte della giornata alla ricerca di cibo (costituito da bacche e piccoli insetti), spesso appostandosi su posatoi in evidenza alla maniera dei pigliamosche propriamente detti: durante la stagione riproduttiva le coppie (si tratta infatti di animali monogami) collaborano nella costruzione e nella difesa del nido, nella cova e nelle cure parentali ai nidiacei.

## Distribuzione e habitat
Le specie ascritte al genere popolano i pascoli alpini inframezzati da aree alberate dell'asse montuoso dell'America Centrale, dal nord-est del Messico al nord-est di Panama.

## Tassonomia

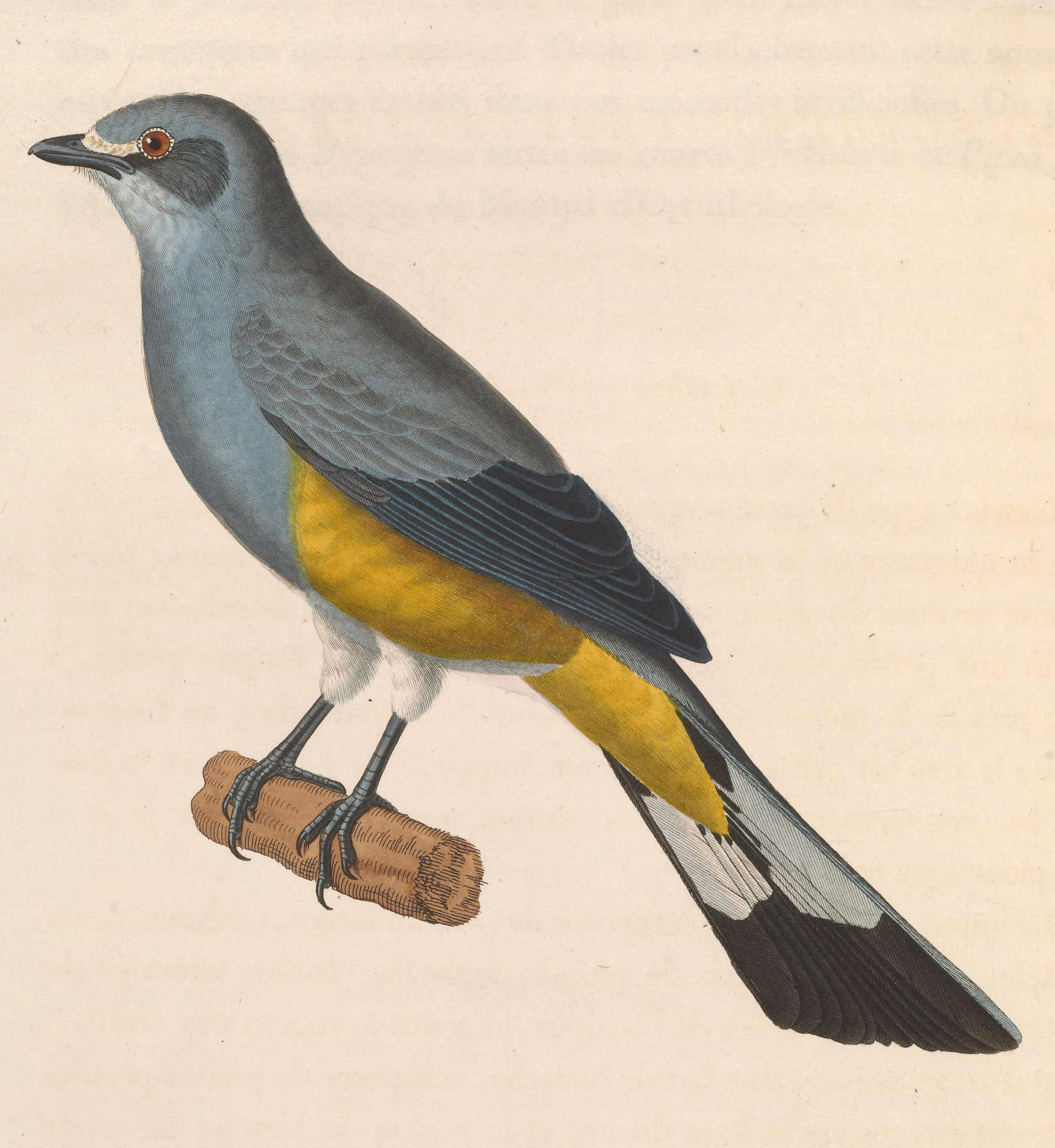
P. cinereus.

Al genere vengono ascritte due specie:
- Genere Ptiliogonys
  - Ptiliogonys cinereus Swainson, 1827 - pigliamosche sericeo grigio;
  - Ptiliogonys caudatus Cabanis, 1861 - pigliamosche sericeo codalunga;